# Palagruško otočje (kulturni krajolik)
Kulturni krajolik otočja Palagruže, na upravnom području Grada Komiže, zaštićeno kulturno dobro.

## Opis dobra
Otok Palagruža nalazi se usred Jadrana, a sastoji se od Vele i Male Palagruže i drugih manjih otočića i hridi. Na Veloj Palagruži se nalazi svjetionik sagrađen krajem 19. st. Na otoku su pronađeni nalazi iz razdoblja neolita i brončanog doba na položajima Jonkova njiva i Pod vartle. Pronađene su velike količine kremenih alatki iz brončanog doba, mnogo ulomaka fine slikane grčke keramike iz 6. st. do 2. st. prije Kr. te ulomci rimske keramike. Na središnjem platou zvanom Salamandrija otkrivena je velika koncentracija arheoloških nalaza između kojih i kasnoantička arhitektura ispod crkve sv. Mihovila koja je bila porušena u I. svjetskom ratu. Palagruža je iznimno bogato arheološko nalazište. Prvi tragovi ljudske prisutnosti su u ranom neolitiku, oko 6. tisućljeća pr. Kr., čega su svjedoci ulomci impresso-keramike. Budući da nema izvorske vode, a ostatci su slični kao na Visu, Sušcu, Hvaru, Korčuli i Tremitima, čini se da je bila odmorištem. Dokaz su jačanja prekojadranskih doticaja u vrijeme prelaska na zemljoradnju i kolonizacije koja je išla od zapadne na istočnu jadransku obalu. Slijedi dugotrajan prekid u arheološkom zapisu. Onda se javljaju nalazi iz prijelaza iz bakrenog u rano brončano doba u 3. tisućljeću pr. Kr., čega su predstavnici brojnic ulomci rukom rađene keramike koja se pripisuje keramici jadranskog tipa ljubljanske kulture (prva polovica 3. tisućljeća pr. Kr.) i cetinskoj kulturi (2. polovica 3. tisućljeća pr. Kr.). Svi ti ulomci čine 95 % svih prapovijesnih nalaza sa Salamandrije. Radi gradnje rimske utvrde, valjalo je pripraviti ravan Salamandrije. Nakon čišćenja započelo se s poravnavanjem platoa, uz nivelaciju žive stijene i blaže nagnute sjeverne padine. Nakon poravnanja gradili su Rimljani utvrdu. Kameni pločnik je sagrađen je za sakupljanje kišnice i lagano je naget ka cisterni.  Cisterna je vjerojatno prvo bila dio rimske utvrde, a onda opet ili koncem 19. stoljeća ponovo sagrađena ili iznova stavljena u uporabu. Crkva sv. Mihovila je istočno od pločnika i vjerojatno je sagrađena u istoj fazi gradnje. Koncem 19. stoljeća (1874. – 1875.) niveliran je plato Salamandrije prigodom izgradnje svjetionika na najvišoj točki Palagruže. Ondje je ispuna koja je bila jama za vapno koje su se koristile za gašenje vapna tijekom građevinskih radova. Uz crkvu su bile tri kuće i jedna unutar pločnika. Taj se prostor u novije vrijeme intenzivno koristio kao svjetioničarev vrt 1915. godine je u Prvome svjetskom ratu austro-ugarska Ratna mornarica bombardirala talijanske vojnike ukopane na Palagruži, od čega su ostali ostatci granata, a pritom je stradala crkvica sv. Mihovila i rimska utvrda. Između dvaju svjetskih ratova kraj je pripao Italiji koja je podigla dva objekta koji su i danas ovdje. Istočni objekt je bio radijska postaja, od čega je ostalo na vrhu vidljivo postolje antene, a ispred objekta je jarak s žicama. Drugom objektu teško je odrediti namjenu, a moguće je bio spavaonica za posadu radiopostaje. JNA je na otoku imala bazu od završetka Drugog svjetskog rata do sredine šezdesetih godina i tad je sagradila vodovodni sustav od kojeg su danas ostali ostatci.

## Zaštita
Pod oznakom Z-5937 zaveden je kao nepokretno kulturno dobro - kulturni krajolik, pravna statusa zaštićena kulturnog dobra, klasificirano kao "organski krajolik".